# Utopia Pipeline
Utopia Pipeline (етанопровід) — трубопровідна система для транспортування етану до нафтохімічних підприємств канадської провінції Онтаріо.
Одним із наслідків «сланцевої революції» стала поява великого ресурсу етану в районах газовидобутку у Аппалачах. Цей гомолог метану є найбільш енергоефективним при виробництві головного продукту органічної хімії — етилену, що знайшло своє відображення у відповідних проектах. Так, в другій половині 2010-х у Бівер-Каунті (Пенсільванія) почала споруджувати свою установку парового крекінгу компанія Shell. Іншим напрямком використання етану стали його поставки для розташованих відносно недалеко піролізних виробництв у Сарнії та Корунні (канадська провінція Онтаріо). Одним із призначених для цього етанопроводів став Utopia Pipeline, споруджений у 2016—2018 роках.
Маршрут Utopia Pipeline, починається в Кадісі (округ Гаррісон, Огайо) від одного із газопереробних заводів компанії MarkWest. Далі він прямує у північно-західному напрямку, обходить озеро Ері з півдня та заходу і на території штату Мічиган в районі Риги зустрічається з трасою багатоцільового трубопроводу Cochin Pipeline. Останній до середини 2000-х постачав етан та етилен із провінції Альберта на нафтохімічні підприємства Онтаріо, проте був вимушений припинити цю діяльність через поганий технічний стан окремих ділянок. При створенні Utopia Pipeline як його завершальну ланку використали найсхіднішу частину Cochin Pipeline між Ригою та терміналом Віндзор. На останньому етан передається до Windsor-Sarnia Pipeline, котрий транспортує його далі до кінцевого пункту призначення.
Загальна довжина Utopia Pipeline становить 434 км. Він виконаний в діаметрі 300 мм та прокладений на глибині не менше за 0,9 метра. Первісна потужність трубопроводу становить 50 тисяч барелів етану або етан-пропанової суміші на добу, з можливістю доведення до 75 тисяч барелів за умови встановлення додаткових насосних станцій.